# Schweizerhose

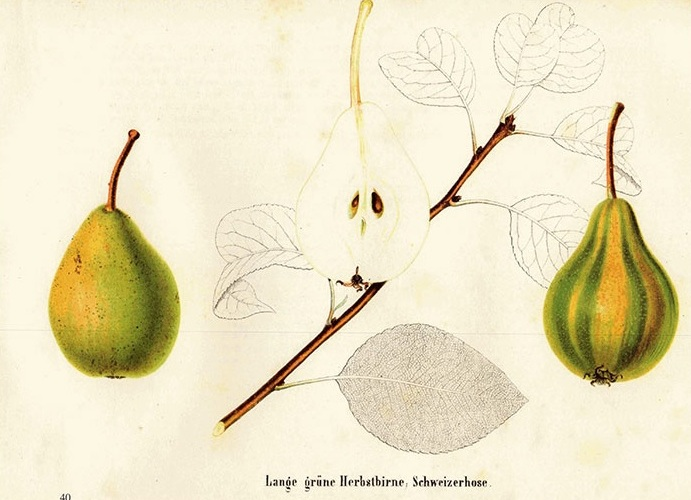
Illustration der Schweizerhose

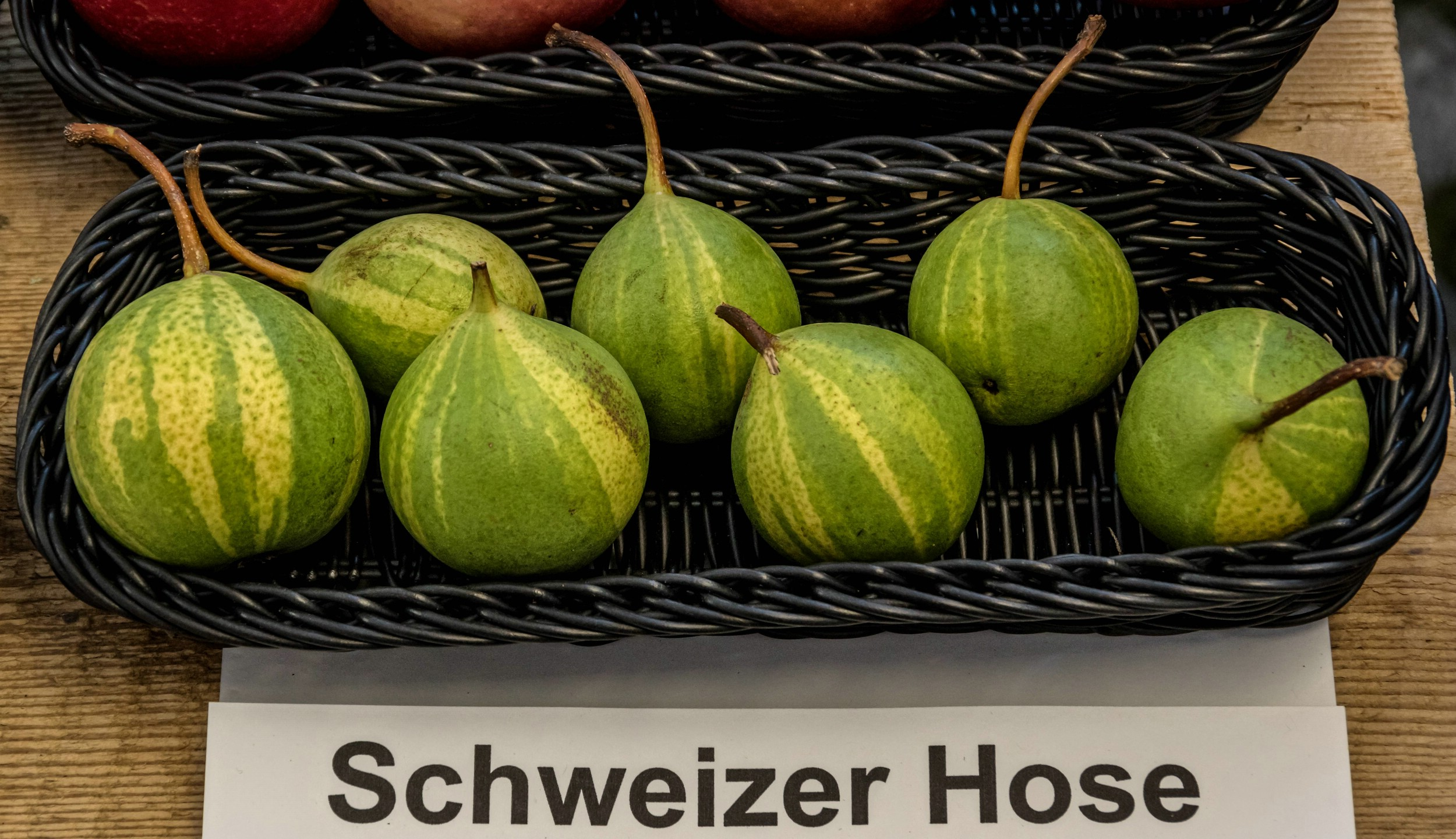
Die Frucht auf einer Ausstellung über alte Apfelsorten in Staufen

Die Schweizerhose ist eine seltene Birnensorte. Sie ist eine Abart der Sorte «Lange grüne Herbstbirne» und spätestens seit dem 17. Jahrhundert bekannt. Die Frucht ist mittelgroß und länglich und weist gelbe, grüne und rote Längsstreifen auf. Das gestreifte Aussehen der Birne wird als Ursprung der Bezeichnung Schweizerhose betrachtet, da es an die Uniformhosen der Päpstlichen Schweizergarde erinnert.
Die schweizerische Vereinigung zur Förderung alter Obstsorten Fructus ernannte die Schweizerhose zur Schweizer Obstsorte des Jahres 2011.